# Kleiner Leberegel
Der Kleine Leberegel (Dicrocoelium dendriticum, Syn.: D. lanceolatum) ist ein Vertreter der Saugwürmer (Trematoda). Dieser 5–15 mm lange Parasit verfolgt einen Entwicklungszyklus über zwei Zwischenwirte zum Endwirt, bei dem er Dicrocoeliose auslöst.

## Morphologie
Adulte Kleine Leberegel sind dorsoventral abgeflacht, lanzeolat, transparent, 5 bis 15 mm lang sowie 1,5 bis 3 mm breit. Ihre dunkelbraunen Eier sind oval und mit 36–45×20–30 µm sehr klein. Sie enthalten ein vollentwickeltes Miracidium und sind mit einem Deckel verschlossen.

## Wirtsspektrum
Der Entwicklungszyklus des Kleinen Leberegels umfasst zwei Zwischenwirte und einen Endwirt. Erster Zwischenwirt ist eine Landschnecke, wobei insgesamt  99 Landschneckenarten als mögliche Zwischenwirte beschrieben sind. Als zweiter Zwischenwirt dient eine Ameise (Formica spp.). Es ist ein breites Spektrum an Endwirten bekannt, welches Schafe, Ziegen, Rinder, Europäischen Mufflon, Rotwild, Damwild, Weißwedelhirsche, Rehwild, Büffel, Kamele, Hasen, Kaninchen, Hauspferde, Hausschweine, Haushunde, Nagetiere und selten auch Menschen umfasst. Es gab auch schon Fälle bei Eseln, Yaks, Gämsen und Katzen, selbst in Vögeln wurde der Erreger schon nachgewiesen.

## Entwicklungszyklus

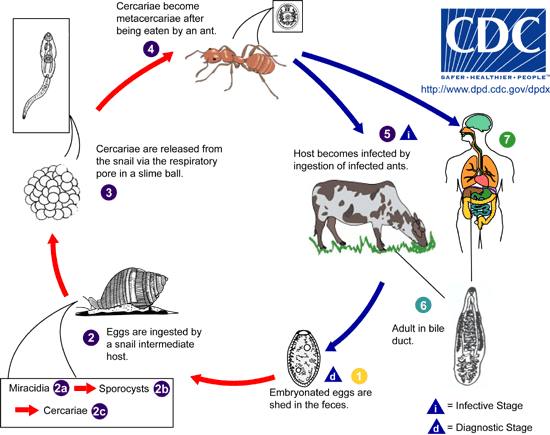
Entwicklungszyklus des Kleinen Leberegels.

Kleine Leberegel leben vorwiegend in den Gallengängen ihrer Endwirte. Sie produzieren Eier, die über den Gallenfluss in den Darm gelangen und ausgeschieden werden. In diesen Eiern befinden sich bereits voll entwickelte Miracidien (Wimpernlarven). Die Eier sind sehr hitze-, kälte- und trockenheitsresistent, können Winter überdauern und bis zu 20 Monate infektiös bleiben.
Sie werden von Schnecken (z. B. der Weißen Heideschnecke (Xerolenta obvia)) mit der Nahrung aufgenommen. Die Miracidien verlassen die Eier und durchbohren den Darm der Schnecke. Sie bauen ihre Neodermis auf und werden zu Sporocysten 1. Ordnung. Diese vermehren sich auf vegetativem Weg zu Tochtersporocysten (Sporocysten 2. Ordnung), welche ihrerseits vegetativ Zerkarien hervorbringen. Dieser Prozess kann 3 bis 4 Monate dauern, wobei die Entwicklungsgeschwindigkeit stark von der Temperatur abhängig ist. Sowie die Zerkarien voll entwickelt sind, wandern sie vom Hepatopankreas in die Atemhöhle der Schnecke, wobei sie ihren Schwanz, Enzyme sowie Haken zu Hilfe nehmen. Infolgedessen scheidet die Schnecke kleine Schleimbällchen mit einem Durchmesser bis zu 2 mm aus, welche jeweils bis zu 400 Zerkarien enthalten. Dies passiert ausschließlich im Mai und im Juni. Infizierte Schnecken können 2 bis 3 Jahre überleben, die Zerkarien in den Schleimbällchen aber nur für wenige Tage.
Diese Schleimbällchen werden von Ameisen gefressen. Die meisten Zerkarien gelangen in die Leibeshöhle der Ameise, in der sie sich innerhalb von 1 bis 2 Monaten als Metazerkarien enzystieren. Eine oder wenige Zerkarien allerdings wandern ins Unterschlundganglion, beeinflussen das Nervensystem und führen in der Folge zu einer Verhaltensänderung der Ameise. Befallene Ameisen klettern bei Temperaturen unter 15 °C auf Pflanzen (bevorzugt Blüten), an denen sie sich, bedingt durch einen Mandibelkrampf, festbeißen. Dies erhöht die Wahrscheinlichkeit, von einem Endwirt aufgenommen zu werden. Steigt die Temperatur wieder an, verhält sich die befallene Ameise meist wieder normal, einige verbleiben aber auch in dieser Position.
Die meisten infizierten Ameisen finden sich in direkter Nähe zum Ameisenhügel.
Nach Aufnahme und Verdauung der Ameise durch einen Endwirt wandern die Metazerkarien über den Ductus choledochus in die Gallengänge und lösen Dicrocoeliose aus. Kleine Leberegel können bis zu 6 Jahre im Endwirt überdauern. Produzierte Eier gelangen wieder über den Gallenfluss in den Darm und werden ausgeschieden.
Ein kompletter Zyklus dauert dementsprechend rund 6 Monate. Da aus jedem Miracidium viele Sporozysten 1. und 2. Ordnung und aus jeder Sporozyste wiederum viele Zerkarien (je 10–40) entstehen, ist es theoretisch möglich, dass aus einem Ei bis zu 400.000 Adulti hervorgehen.